# Пілецька Тетяна Львівна
Тетяна Львівна Пілецька (рос. Татьяна Львовна Пиле́цкая; * 2 липня 1928, Ленінград, Російська РФСР) — радянська і російська актриса театру і кіно. Заслужена артистка РРФСР (1977). Народна артистка Російської Федерації (1999).
Закінчила Ленінградське хореографічне училище ім. Ваганової (1945) та драматичну студію при Ленінградському Великому драматичному театрі (1948). Знімалася у кіно з 1947 р., зіграла понад сорок ролей (фільми: «Пирогов», «Різні долі», «Олеко Дундич», «Княжна Мері» та ін.).
Грала в українських стрічках: «Мати» (1956, Сашенька), «Мрії здійснюються» (1960, Лідія та Анна).